# Marc Degryse
Marc Gabriel Degryse (* 4. September 1965 in Roeselare) ist ein ehemaliger belgischer Fußballspieler.
Von 1983 bis 1989 spielte der 1,72 m große Stürmer für den FC Brügge, bevor er zum RSC Anderlecht wechselte und dort bis 1995 aktiv war. Danach spielte er eine Saison in England für Sheffield Wednesday, ehe er 1996 für zwei Jahre bei der PSV Eindhoven unterschrieb. Anschließend spielte er noch ein Jahr für den KAA Gent, bevor er seine aktive Karriere 2002 bei Germinal Beerschot beendete.
Degryse nahm mit Belgien an der Fußball-Weltmeisterschaft 1990 und 1994 teil. Außerdem wurde er 1991 Belgiens Fußballer des Jahres.
Im offiziellen Sammelalbum zur Fußball-WM 1990 von Panini ist sein Name fälschlicherweise als De Gryse (nicht Degryse) aufgeführt.
Von 2003 bis 2007 war er technischer Direktor seines langjährigen Ausbildungsvereins und seiner ersten Profistation, dem FC Brügge. 2014 arbeitete er vor allem als Fußballanalyst für diverse Fernsehsender wie Sporza, 2BE oder Sporting Telenet.